# Milan Krkobabić
Milan Krkobabić, cyr. Милан Кркобабић (ur. 12 października 1952 w Kačarevie) – serbski polityk i ekonomista, przewodniczący ugrupowania PUPS – Solidarność i Sprawiedliwość, parlamentarzysta i minister.

## Życiorys
Syn Jovana Krkobabicia i ojciec Stefana Krkobabicia. Absolwent wydziału ekonomicznego Uniwersytetu w Belgradzie. Przez około 30 lat pracował w instytucjach i przedsiębiorstwach bankowych oraz finansowych, dochodząc do stanowiska dyrektora generalnego. Wraz ze swoim ojcem brał udział w tworzeniu Partii Zjednoczonych Emerytów Serbii. W 2008 objął stanowisko wiceburmistrza Belgradu, a w 2012 dyrektora generalnego Pošta Srbije (serbskiego operatora pocztowego). Również w 2012 uzyskał mandat posła do Zgromadzenia Narodowego Republiki Serbii, stając na czele klubu deputowanych tego ugrupowania. W 2014 po raz kolejny dostał się do Skupsztiny, w tym samym roku po śmierci ojca przejął kierowanie partią (która później zmieniła nazwę na PUPS – Solidarność i Sprawiedliwość).
Przed wyborami w 2016 zdecydował się porzucić socjalistów i zawrzeć sojusz z Serbską Partią Postępową. W 2016, 2020, 2022 i 2023 otrzymywał wysokie miejsce na liście wyborczej koalicji skupionej wokół SNS, zapewniając sobie wybór do parlamentu kolejnych kadencji.
W sierpniu 2016 nominowany na ministra bez teki w drugim gabinecie Aleksandara Vučicia. Pozostał na tej funkcji również w utworzonym w czerwcu 2017 rządzie Any Brnabić. W październiku 2020 mianowany ministrem obszarów wiejskich w drugim gabinecie dotychczasowej premier. Utrzymał to stanowisko także w powołanym w październiku 2022 jej trzecim gabinecie, w utworzonym w maju 2024 rządzie Miloša Vučevicia i w zatwierdzonym w kwietniu 2025 gabinecie Đura Macuta.